# Johanna Wanka
Johanna Wanka, geboren Müller (Rosenfeld, 1 april 1951) is een Duits politica voor de CDU. In april 2010 werd ze de minister voor Wetenschap en Cultuur in de deelstaatregering van Nedersaksen. Op 14 februari 2013 volgde ze Annette Schavan op als minister van onderwijs en wetenschappen.
Wanka groeide op in Rosenfeld bij Beilrode. Ze studeerde wiskunde aan de Universiteit van Leipzig, waar ze in 1974 afstudeerde. Hierna werkte ze als wetenschappelijk assistent aan de afdeling wiskunde van de Technische Hogeschool Leuna-Merseburg. Ze promoveerde in 1980 en werd in 1993 tot hoogleraar benoemd aan de Hogeschool Merseburg, waar ze in maart 1994 tot rector werd gekozen. Ze bleef in functie tot ze in oktober 2000 minister werd in de deelstaatregering van Brandenburg. Wanka was destijds partijloos en trad in maart 2001 toe tot de CDU.
Op 27 april 2010 werd ze verrassenderwijs door Christian Wulff (CDU) tot minister voor Wetenschap en Cultuur benoemd in de deelstaatregering van Nedersaksen. Ze was de eerste Oost-Duitse minister die toetrad tot een deelstaatregering in het westen van Duitsland.
Op 9 februari 2013 werd door bondskanselier Angela Merkel bekendgemaakt dat Wanka per 14 februari van dat jaar Annette Schavan zou opvolgen. Schavan had besloten af te treden nadat haar doctorstitel haar was afgenomen omdat ze plagiaat zou hebben gepleegd bij het schrijven van haar proefschrift.
Wanka is gehuwd met de wiskundige Gert Wanka en heeft twee kinderen.
- DBLP: 157/9837
- Gemeinsame Normdatei: 1025188586
- International Standard Name Identifier: 0000 0003 8523 6284
- Library of Congress Control Number: nb2011027733
- Mathematics Genealogy Project: 128985
- Système universitaire de documentation: 250338246
- Virtual International Authority File: 76901867
- WorldCat: E39PBJgH9WRJm9gf7H7DyMWFKd